# Guin
Guin (en allemand : Düdingen) est une commune suisse du canton de Fribourg, située dans le district de la Singine.

## Géographie

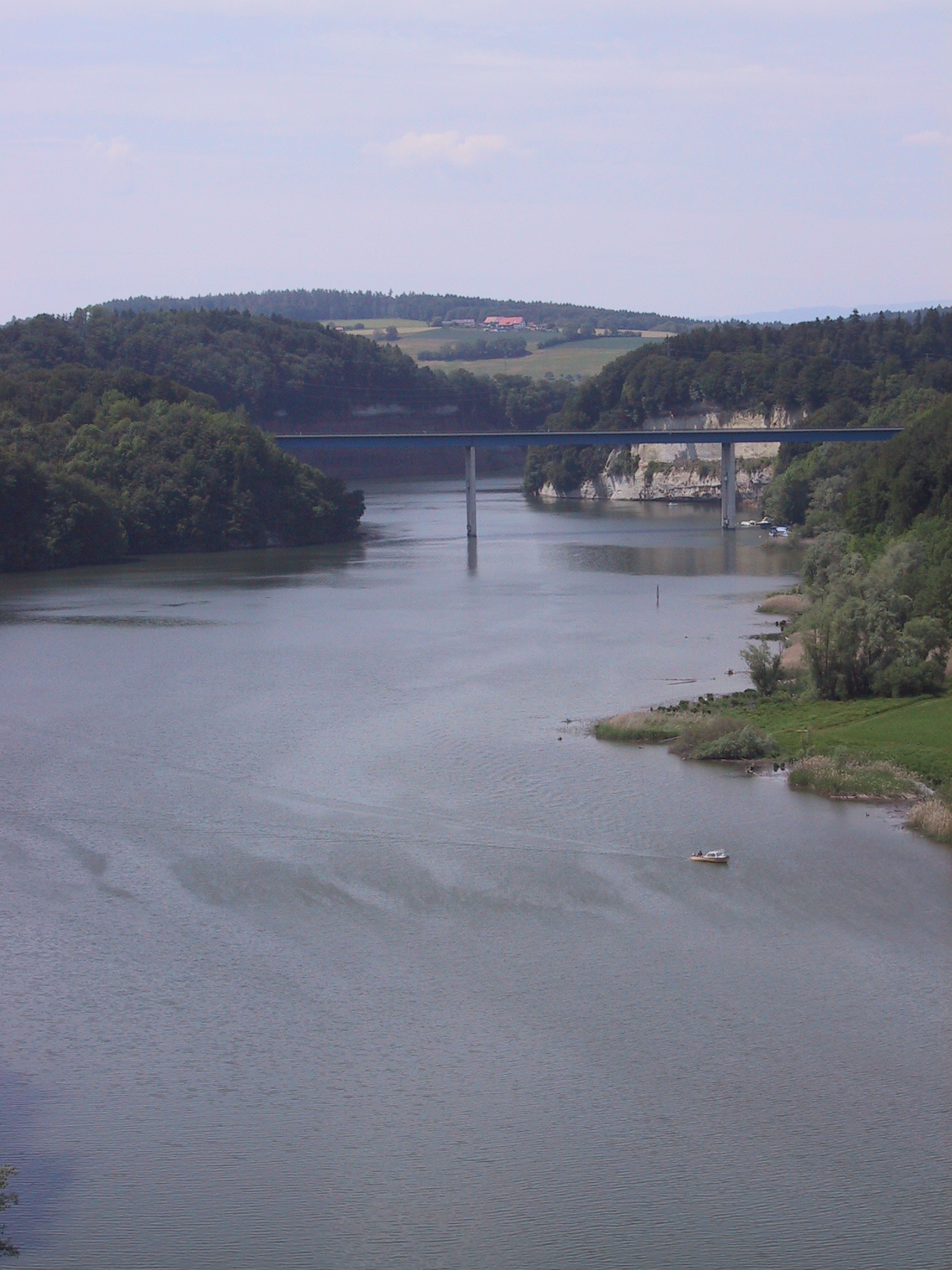
Lac de Schiffenen.

Photo aérienne (1964)

Guin est la commune la plus occidentale du district alémanique de la Singine, au point de contact entre la Suisse alémanique et la Suisse romande, à 6 kilomètres de Fribourg.
Le territoire de Guin s'étend sur 30,78 km2. Lors du relevé de 2013-2018, les surfaces d'habitations et d'infrastructures représentaient 13,6 % de sa superficie, les surfaces agricoles 66,5 %, les surfaces boisées 13,4 % et les surfaces improductives 6,9 %.
Le territoire de la commune s’étend jusqu’au lac artificiel de Schiffenen formé par la Sarine. Le point le plus haut se situe au Dälhölzli, à 703 m d’altitude, le point le plus bas à 498 m d’altitude, au pied du barrage de Schiffenen. Le ruisseau Düdingerbach (appelé Horiabach dans la partie supérieure de son cours) divise la commune en deux surfaces à peu près équivalentes.
Guin est principalement constituée par son noyau villageois et des quartiers avoisinants. La commune comprend une vingtaine de hameaux, dont Mariahilf, Schiffenen, Balliswil, Bonn, Sankt Wolfgang, Ottisberg, Garmiswil, Jetschwil, Heitiwil, Galmis et Warpel. Guin fait partie du périmètre de l'Agglo Fribourg.
Neuf communes et deux districts autres que la Singine forment la frontière de Guin : les trois communes singinoises : Tavel, Schmitten et Bösingen ; les trois communes lacoises : Cormondes, Courtepin et Kleinbösingen ; les trois communes sarinoises : La Sonnaz, Granges-Paccot et Fribourg.
| Cormondes | Kleinbösingen | Bösingen  |
| Courtepin | Guin          | Schmitten |
| La Sonnaz | Fribourg      | Tavel     |

### Transports
Trois axes de transport principaux traversent la commune du sud-ouest au nord-est : la ligne du plateau (Berne-Fribourg-Lausanne), à 6 km de Fribourg et à 25 km de Berne, l'autoroute A12 (Vevey-Fribourg-Berne)  9 (Düdingen) et la route principale 12 Fribourg - Berne.
Du sud, deux routes cantonales venant de Fribourg et de Tavel se joignent pour à nouveau se séparer en direction de Morat et Laupen. Guin est un nœud pour le trafic régional.
Les transports publics sont bien développés à Guin. La ligne S1 du réseau express régional bernois dessert la gare de Guin toutes les demi-heures en direction de Berne ou de Fribourg. De nombreuses correspondances routières par bus relient Guin.
Parfois, la desserte de l'autoroute produit des bouchons chroniques à la sortie et à travers le village, surtout le matin en début de travail et le soir en fin de travail. Quotidiennement, 15 000 véhicules roulent sur la route principale (1994). Des études pour une route de contournement existent.

## Toponymie
L'origine du nom allemand Düdingen et du nom français Guin est la forme commune Tudingun. Tudingun est dérivé du nom d'une personne Dodo ou Dudo et du suffixe alémanique -ingun. La signification présumée serait : chez les gens de Dudo. À partir de l'alémanique -ingun s'est développé la version romanisée -ens, ce qui a donné Duens. Duens a été mentionné la première fois en 1182 dans un document latin à l'abbaye d'Hauterive.
En patois fribourgeois, Duens se prononce Dyäng ( ) et est passé au français Guin documenté pour la première fois en 1755.
En suisse allemand, Düdingen se prononce Tüdinge, plus rarement Tidinge.
Au travers des siècles, le nom est passé par diverses formes : 1258 Tiudingen, 1287 Tudingen, 1414 Duyng, 1578 Tüdingen, 1668 Didingen.

## Histoire

### De l'âge de la pierre à l'époque romaine
Les plus anciennes traces de vie humaine sur le territoire de la commune datent de l'époque moyenne de l'âge de la pierre (40000 à 8000 av. J.-C.). Des parties d'outils de chasse ont été découvertes au bord de la Sarine datant de cette époque. À une époque plus récente de l'âge de la pierre les premiers paysans s'établissent (5000 à 1800 av. J.-C.). Un atelier de fabrication de haches de pierre a été découvert au lac de Schiffenen. Des débris de céramique attestent de l'âge du Bronze (1800 au VIIIe siècle av. J.-C.). Des objets, tels que des colliers, des bracelets et des fibules, de la civilisation de Hallstatt ont été découverts. Plusieurs Tumuli de cette époque sont connus (Bundtels, Chiemiwald, Birchholz, Klempa). À partir de l'époque de La Tène (450 av. J.-C. à 0) la colonisation s'accentue. Une tombe féminine de cette période a été mise à jour durant la construction de la voie de chemin de fer entre Garmiswil et Balliswil. À partir de la date de la défaite des Helvètes contre les Romains à Bibracte en 58 av. J.-C. des traces romaines sont également présentes. Des ruines ont été découvertes à trois localités : Chiemiwald, Ottisberg et Balliswil. Des pièces d'argent et une roue de moulin ont aussi été trouvées.

### Création de la commune
Du début du Moyen Âge (Ve au VIIIe siècle) aucune découverte n'est connue. Il n'existe pas non plus de documents écrits de cette époque. Les Alamans semblent avoir été stoppés dans le voisinage lors de leurs raids en Alsace et en Suisse. Par ce fait Guin se trouve à la jonction de l'allemand et du français.
Le christianisme s'établit. En 1228 la paroisse de Düdingen est nommée pour la première fois. À la suite de la fondation de la ville de Fribourg en 1157 l'influence de la paroisse augmente. Les seigneurs de Düdingen (les Duens et plus tard les Velga) gagnent en autorité. Leur prestige est connu jusqu'en ville de Fribourg où ils fournissent plusieurs avoyers. À partir du XVe siècle Fribourg gouverne les Anciennes Terres. Jusqu'à 1847 avec la guerre du Sonderbund Guin restera loyale à la ville. D'après les sources, dès 1817 un syndic est en place et un protocole est tenu.

### Détachement de Schmitten
Au temps des Anciennes Terres les paroisses de Bösingen, Tavel, Wünnewil, Überstorf, Heitenried, et Düdingen constituaient la bannière de l'Auge. La paroisse de Guin était divisée en quatre quartiers (Schrote) : Düdingen, St. Wolfgang, Lanthen et Wiler. En 1831 et en 1853 le gouvernement tenta d'autonomiser les deux quartiers Wiler et Lanthen avec un centre à Schmitten, mais échoua à l'opposition de la population et des autorités de Guin. Les efforts continuèrent. 1894 Schmitten fonda sa propre paroisse. Par un décret du Grand Conseil, Schmitten fut déclarée commune autonome et séparée de Düdingen.

### Une commune industrielle
En 1929, Guin a été durement touchée par la crise industrielle. Elle pesait aussi bien sur l'industrie, sur l'artisanat et sur le commerce, que sur l'agriculture. Vers la fin de la Seconde Guerre mondiale, un certain essor se fait sentir. La nouvelle école secondaire (1943 pour les garçons, 1944 pour les filles) est construite. En 1946, le premier plan pour l'aménagement du territoire est adopté. À partir des années cinquante, une nouvelle phase de développement démarre. En peu de temps, l'infrastructure se développe fortement, la population augmente et le village reçoit une nouvelle physionomie. Le développement s'accélère avec la construction de l'autoroute A12 en 1981. Aujourd'hui, Guin est aussi bien un site industriel qu'un site économique d'importance régionale.

## Population et société

### Surnom
Les habitants de la commune sont surnommés lè-j-Ano Bron, soit les ânes bruns en patois fribourgeois (die Braunesel en allemand).

### Démographie

#### Évolution démographique
En 2023, Guin compte 8 939 habitants. Sa densité de population atteint 290 hab./km2.
Par le passé, Guin était nettement moins peuplé. Un recensement en l'an 1447 donne 629 habitants pour tout le territoire (y compris Schmitten qui est une commune à part entière actuellement). Les hameaux de Bundtels (60 habitants) et de Jetschwil (55 habitants) étaient plus peuplés que Guin avec 51 habitants.
À partir du XIXe siècle, la population a continuellement augmenté, pour atteindre en 2005 plus de 7 000 habitants. Uniquement en 1922, une baisse est à consigner, due à la séparation de la commune de Schmitten (voir également l'histoire).
Le graphique suivant résume l'évolution de la population de Guin entre 1850 et 2008 :

#### Pyramide des âges
En 2023, le taux de personnes de moins de 30 ans s'élève à 30,7 %, au-dessous de la valeur cantonale (34,6 %). Le taux de personnes de plus de 60 ans est quant à lui de 28,3 %, alors qu'il est de 23 % au niveau cantonal.
La même année, la commune compte 4 492 hommes pour 4 447 femmes, soit un taux de 50,3 % d'hommes, supérieur à celui du canton (50 %).
| Hommes | Classe d’âge | Femmes |
| ------ | ------------ | ------ |
| 0,5    | 90 ans ou +  | 1,0    |
| 8,5    | 75 à 89 ans  | 10,3   |
| 17,7   | 60 à 74 ans  | 18,6   |
| 20,4   | 45 à 59 ans  | 20,6   |
| 21,3   | 30 à 44 ans  | 19,8   |
| 16,9   | 15 à 29 ans  | 16,2   |
| 14,7   | - de 14 ans  | 13,6   |

| Hommes | Classe d’âge | Femmes |
| ------ | ------------ | ------ |
| 0,4    | 90 ans ou +  | 1,0    |
| 6,4    | 75 à 89 ans  | 7,9    |
| 15,0   | 60 à 74 ans  | 15,3   |
| 21,2   | 45 à 59 ans  | 21,0   |
| 21,6   | 30 à 44 ans  | 21,2   |
| 18,6   | 15 à 29 ans  | 17,7   |
| 16,9   | - de 14 ans  | 15,9   |

#### Langues
Guin est une commune germanophone. Une petite minorité romande a toujours existé, de par la proximité de la ville de Fribourg.
| Langue maternelle | Pourcentage en 1990 | Pourcentage en 2000 |
| ----------------- | ------------------- | ------------------- |
| Allemand          | 91,9 %              | 89,7 %              |
| Français          | 4,3 %               | 4,5 %               |
| Autres            | 3,8 %               | 5,8 %               |

#### Religion
Dans la commune de Guin, les églises reconnues de droit public sont l'église catholique-romaine et l'église protestante. La proportion des confessions n'a que très peu changé depuis 1860.
| Religion                       | Pourcentage en 1860 | Pourcentage en 1900 | Pourcentage en 1950 | Pourcentage en 2000 |
| ------------------------------ | ------------------- | ------------------- | ------------------- | ------------------- |
| Catholique-romaine             | 88,1 %              | 83,8 %              | 86,5 %              | 72,4 %              |
| Protestante                    | 11,9 %              | 16,2 %              | 13,1 %              | 16,1 %              |
| Autres (sans confession incl.) | 0 %                 | 0 %                 | 0,4 %               | 11,5 %              |

## Économie
Comme partout en Suisse, il y a un décalage des emplois du secteur primaire (agriculture) au profit des secteurs secondaire (industrie et commerce) et tertiaire (prestation de service). Proportionnellement, l'agriculture a diminué de 46,5 % en 1930 à 7,9 % en 1990, alors que le secteur industriel a augmenté de 29,7 % à 33,7 % et le secteur tertiaire de 23,8 % à 57,7 %.
En l'an 2000, à Guin, 1 353 places de travail sont à disposition pour 3 675 salariés. Les 66 % restants gagnent leur subsistance en dehors de la commune.

### Agriculture
2 000 hectares, soit 70 % de la surface totale de la commune, sont la plus grande surface cultivable du canton. Le nombre d'entreprises agricoles a continuellement diminué depuis le début du siècle passé : 245 en 1929 à 97 en 2001.

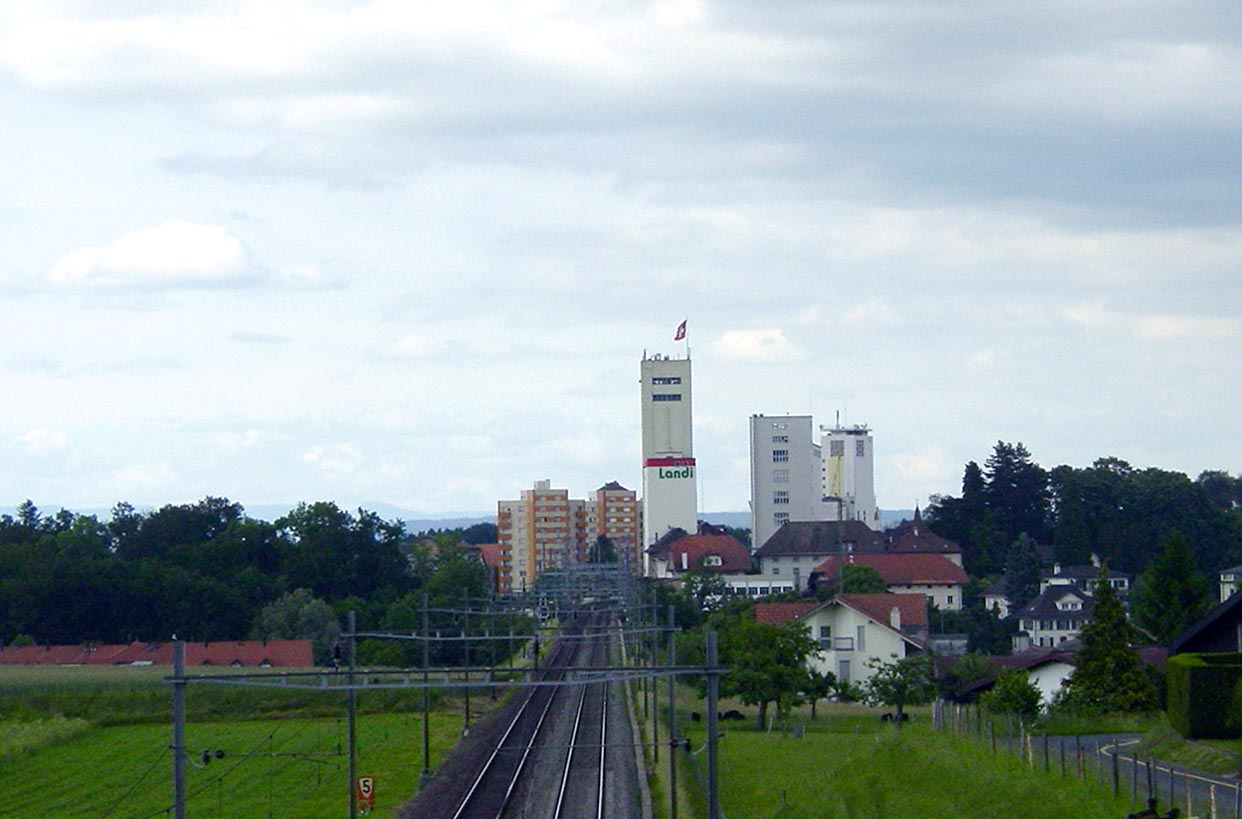
Tours des silos à grains

L'économie laitière est de grande importance. Trois laiteries (Bundtels, Mariahilf et Guin) traitaient une des plus grandes quantités de lait en Suisse. Seule la laiterie de Guin subsiste encore. Un exportateur de fromage est également présent.
La culture de céréales était dominante jusqu'au milieu du XIXe siècle. Les prix s'abaissèrent très rapidement par l'introduction du transport par bateau et chemin de fer. Un rapide changement à l'élevage eu lieu. L'élevage est encore une importante source de revenus pour la paysannerie au début des années 1990, comme le montrent les chiffres de 1993 :
| Bovins      | 3 126 | Moutons  | 610    |
| Dont vaches | 1 233 | Chèvres  | 18     |
| Chevaux     | 62    | Lapins   | 601    |
| Poneys/ânes | 12    | Volaille | 71 841 |
| Porcs       | 3 310 | Ruches   | 403    |

Les autres branches agricoles à Guin sont l'arboriculture fruitière, l'exploitation fruitière, la culture de pommes de terre, la sélection des semences, la sylviculture, les pépinières et l'horticulture.

### Industrie et commerce
Les entreprises les plus diverses se sont installées à Guin. De la fin du XIXe siècle à 1905 ce sont surtout les produits de l'agriculture et de la terre qui furent valorisés (Fondation d'une entreprise laitière (Milch-Siederei), d'une entreprise fruitière (Mosterei) et d'une tuilerie. La société laitière Von Mühlenen est fondée en 1861. Un développement des produits fut atteint durant les années vingt et trente du siècle passé par une fabrique d'allumettes (à nouveau fermée en 1947) et par une fabrique de produits de ciment. L'établissement d'un atelier d'aiguisage de diamants en 1952 fut le point de départ de toutes les entreprises qui suivirent jusqu'à nos jours dans les branches les plus diverses : fabriques de machines, fabrique de produits pharmaceutiques, fonderie de métaux légers, fabriques de matières plastiques, fabriques de peintures, etc). La mise à disposition de zones industrielles, une politique fiscale complaisante et les salariés disponibles encouragent l'établissement des entreprises.
Le commerce est organisé depuis 1905 au niveau du district. Une association des commerces existe à Guin. Les entreprises de construction et les garages automobiles et de réparation sont également fortement représentés.

### Tourisme
Guin est une des 60 communes touristiques reconnues par le canton. Plusieurs hôtels comprenant 70 lits, divers restaurants et auberges, un dancing et une place de camping au barrage du lac de Schiffenen sont à disposition. Près du barrage se trouvent un minigolf, des places de tennis, une place de boules et au bord du lac plus de 60 places d'amarrage de bateau.

## Politique

### Pouvoir législatif
À partir de 1873, durant quelques années, et de 1982 à 1991, un conseil général de 50 membres était en place. Un référendum en 1990 a de nouveau aboli celui-ci. Actuellement, l'autorité suprême est l'assemblée communale, qui a lieu au moins deux fois par année. L'assemblée communale décide du devis et des comptes ainsi que de toutes les affaires importantes de la commune.

### Pouvoir exécutif
L'autorité exécutive est le Conseil communal. Il est composé de neuf membres élus à l'urne pour cinq ans. Il désigne lui-même son présent (nommé syndic).

### Pouvoir judiciaire
Les trois arrondissements de justice de paix ont été fusionnés. Depuis le 1er janvier 2008, la nouvelle justice de paix est centralisée et a son siège à Tavel.

## Culture et patrimoine

### Héraldique
| Blason | Blasonnement : Coupé de gueules à trois roses d'argent et d'argent à deux cornes de boeuf. |

### Écoles
Toutes les écoles, de l'école enfantine à l'école secondaire en passant par l'école primaire, sont représentées à Guin. La commune compte plus de 1 000 élèves.
Les écoles sont à cinq emplacements différents : deux pour l'école maternelle, deux pour l'école primaire et un pour le cycle d'orientation.
Une école privée (Tagesschule Sesam), enseignant également les 3 cycles (maternelle, primaire, orientation), a son emplacement dans le hameau de St. Wolfgang.

### Monuments et curiosités
Ponts

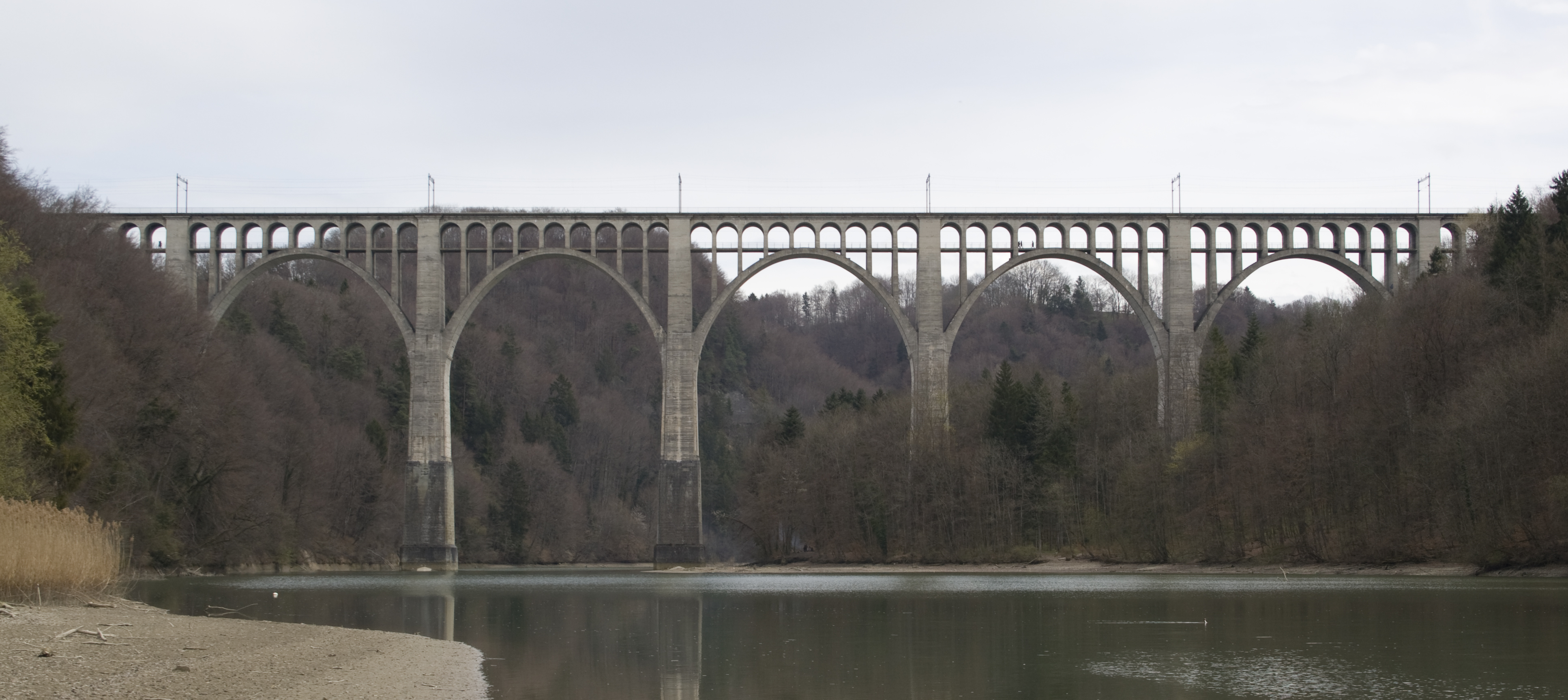
Viaduc de Grandfey.

Le viaduc de Grandfey est la plus grande construction sur la voie ferroviaire de Lausanne-Berne. Ce pont à structure métallique (fer) a été construit de 1858 à 1862. De 1925 à 1927, le pont fut encastré dans du béton. Sa longueur est de 334 et sa hauteur maximale est de 79 m. Il est également possible de traverser le pont à pied ou à vélo.
Le pont autoroutier de la Madeleine surplombe le lac de Schiffenen. Long de 315 m avec une hauteur maximale de 49 m, il doit son nom à l'ermitage creusé dans les falaises de la Sarine. Un petit tunnel du côté de Düdingen permet aux randonneurs de passer d'un côté à l'autre de l'autoroute.
Le ruisseau Düdingerbach en dessous du village engendre une coupure au travers d'une forêt : le Toggeliloch. Deux ponts ont été construits pour traverser cette coupure : un viaduc ferroviaire et en parallèle un pont autoroutier. Le premier, construit en 1859, est une structure de fer qui fut encastré dans le béton comme le viaduc de Grandfey en 1926/27. Il est long de 117 m, large de 9,5 m et sa hauteur maximale atteint 32 m. Le second d'une longueur de 120 m et d'une hauteur de 21 m a été construit en 1968.
Châteaux

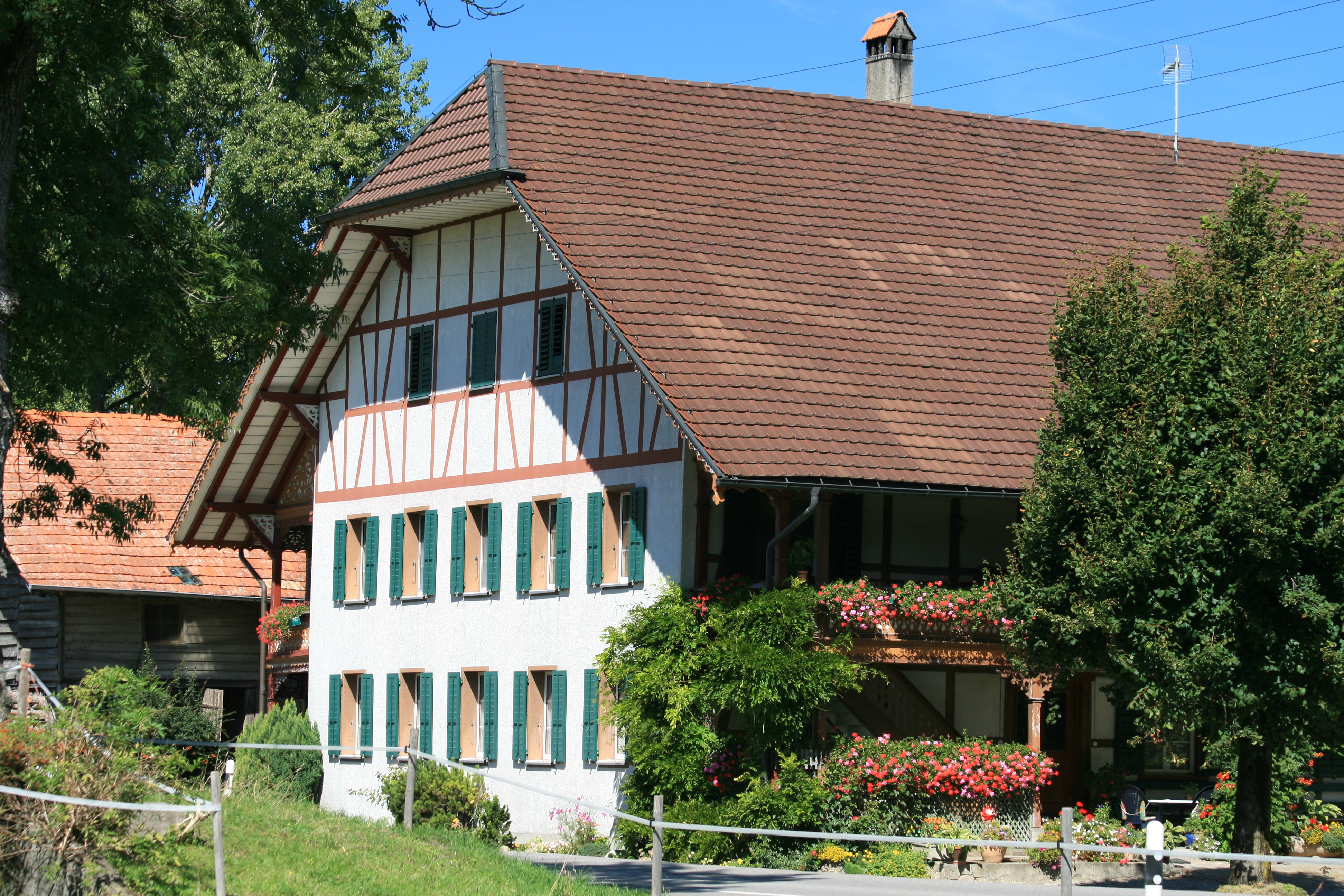
Ferme à Jetschwil.

Des maisons patriciennes et d'autres maisons remarquables appelées dans le langage populaire châteaux se trouvent dans les divers hameaux. À Jetschwil, maison de maître construite au XVIIIe siècle. À Balliswil, château (demeure seigneuriale mentionnée dès 1555).
Ruines à Räsch et à Chastels
Dans une petite forêt au sud-ouest du petit hameau Räsch existent des ruines d'un fort. La surface est d'environ 3 500 m. Les restes d'une tour sont également visibles. Il est possible que ce fort a été construit à l'époque romaine tardive. Des documents écrits sur cette ruine ne sont pas connus.
À environ 300 m de au sud-ouest de Chastels, en dessous du grand virage de la route cantonale, se trouve le site de la ruine du château de Chastels détruit durant la Guerre de Gümmenen (1331-1333). De nos jours, il ne reste qu'un petit bout de mur de 1,5 m de long et 0,5 m de haut.
Fermes
Beaucoup de fermes anciennes et prestigieuses enrichissent le paysage.

### Bâtiments religieux

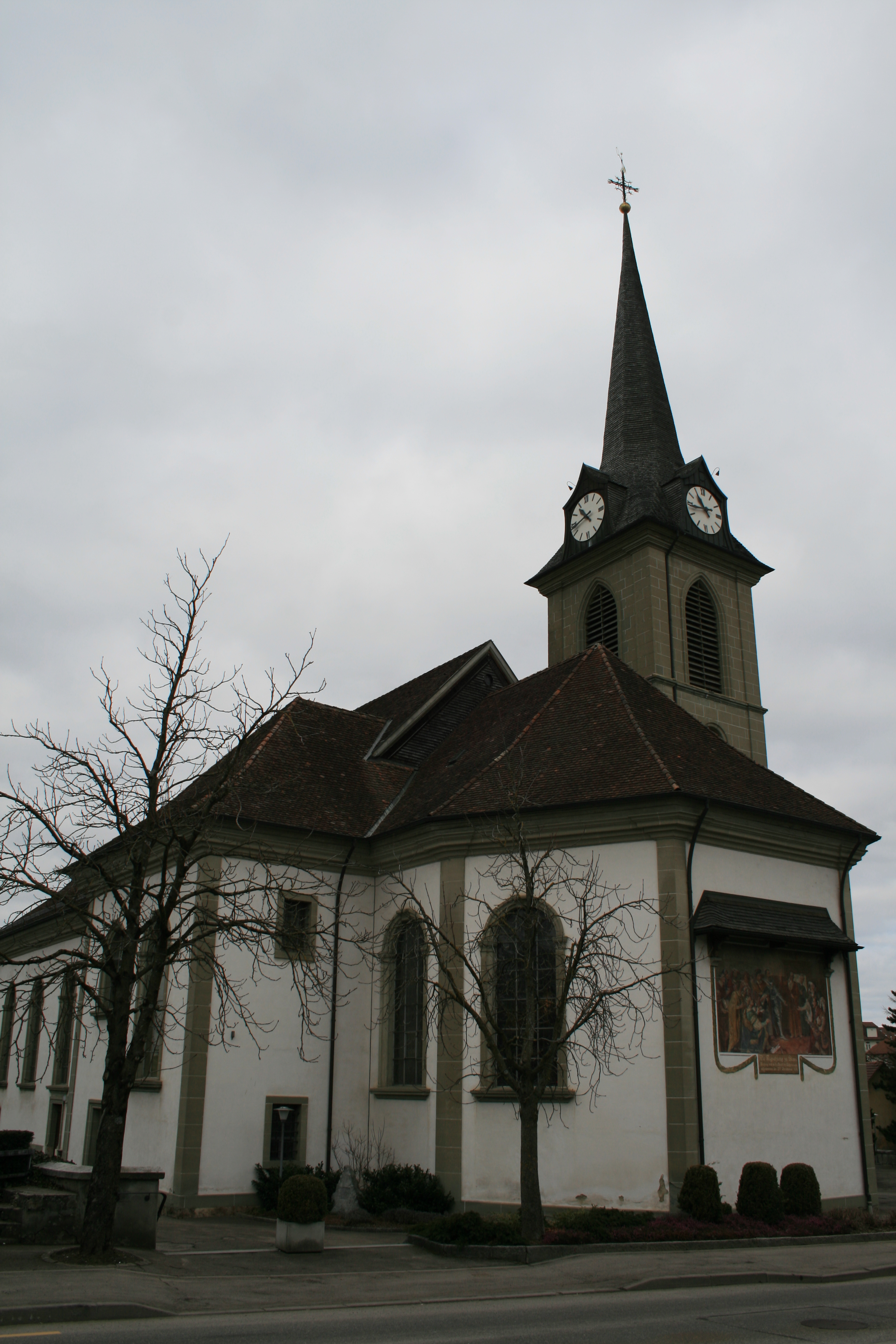
Église paroissiale
L'église paroissiale est mentionnée à partir de 1228. L'édifice d'aujourd'hui est le troisième qui a été érigé au fil des siècles. La construction actuelle date des années 1834 à 1837. L'église est vaste et construite dans le style Biedermeier classique. Elle est dédiée aux apôtres saint Pierre et saint Paul.
Chapelles
Il existe dix chapelles à Düdingen qui sont des bâtiments à part entière. Ils sont disséminés dans les différents hameaux (Balliswil, Bruch, Bundtels, St. Wolfgang, Schiffenen, Waldegg, Menziswil, etc.). À Mariahilf se trouve une chapelle de pèlerinage construite en 1727 qui jadis était très fréquentée. De plus, il y a quelques chapelles qui sont directement intégrées dans des bâtiments d'habitation.
Ermitages
L'Ermitage de la Madeleine se trouve à proximité du hameau Räsch. Le site est long de 120 m et 20 m de large. Une chapelle, plusieurs pièces d'habitation et des couloirs ont été creusés dans les falaises de la Sarine. Au cours des siècles l'ermitage a été habité par des reclus aussi bien laïcs que religieux. Le premier ermite est documenté à partir de 1609. Le dernier a quitté l'endroit dans l'Entre-deux guerres.
Un second ermitage près de Chastels beaucoup moins connu, en dessous du château du même nom (voir ci-dessous), était occupé une première fois en 1465. Sur le site se trouvait une chapelle dédiée à saint Antoine.
Cimetière
Le nouveau cimetière fut inauguré en 1991. Le cimetière, qui se présente semblable à un parc avec une place couverte et un étang, invite à la méditation.
Croix de chemins, croix de carrefour
Sur tout le territoire de la commune, une vingtaine de ces croix sont à découvrir. La plupart sont anciennes.
Grotte de Lourdes
Tout près du nouveau cimetière, une grotte de Lourdes a été aménagée.

### Marais et sentier botanique
Marais et tourbières

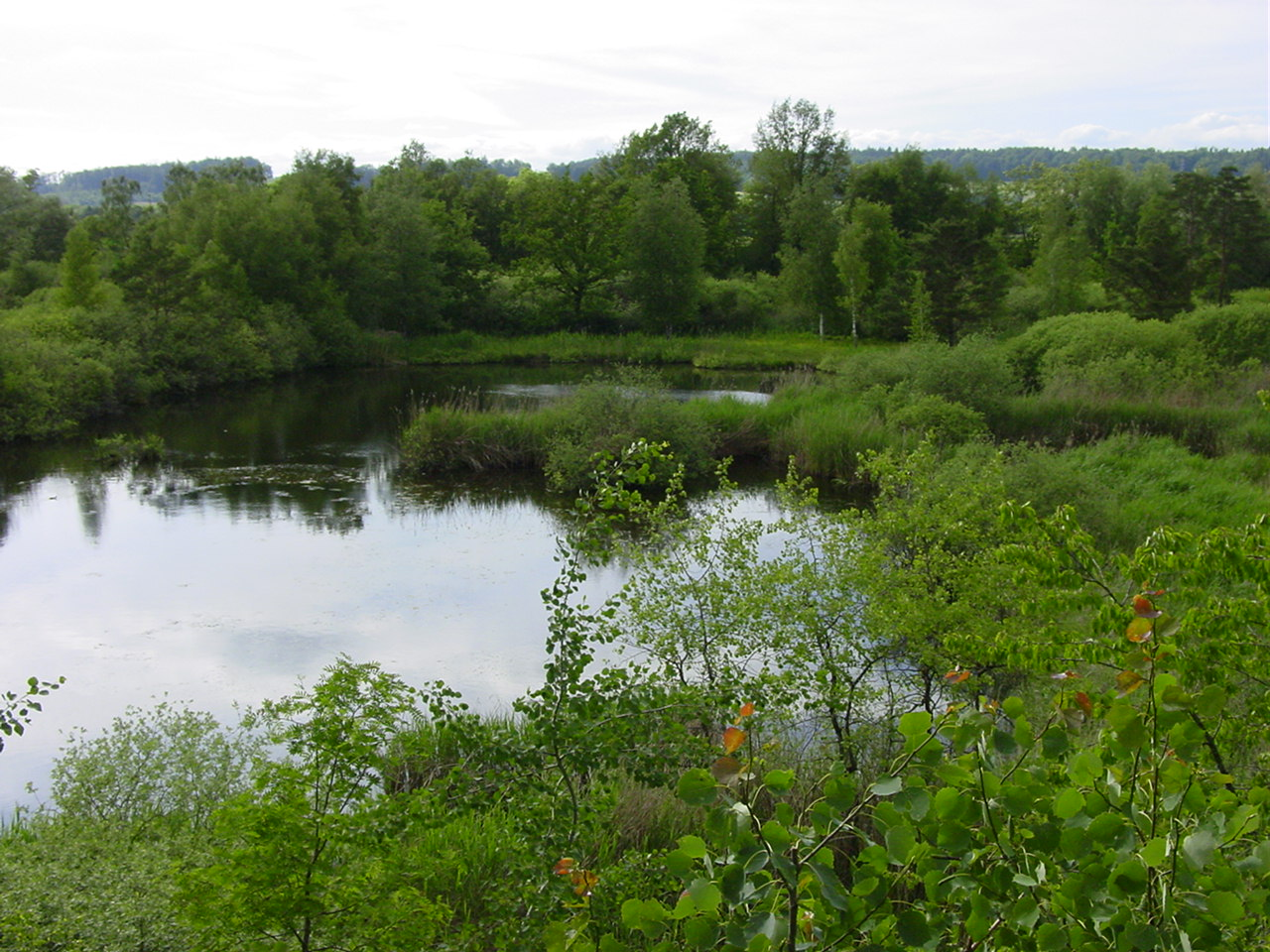
Marais de Guin

Les marais de Guin ont une surface de 22 ha et se trouvent au sud-ouest du village. Ils forment un ensemble marécageux de plusieurs petits marais : l'Ottisbergmoos, le Garmiswilmoos, le Tiefmoos et le Waldeggmoos. Ils sont protégés et appartiennent à la société de protection de la nature Pro Natura. Une tour d'observation en bois permet d'observer les oiseaux de passage (surtout canards et limicoles). Les marais sont également une zone de refuge importante pour les amphibiens : quatre espèces de tritons, deux espèces de grenouilles ainsi que le crapaud commun sont présents.
Sentier botanique
Le sentier botanique forme une boucle. Il traverse la forêt du Chiemiwald et les marais de Guin. Le tour d'environ une heure et demie présente sur des panneaux d'explication 60 plantes indigènes (arbres, buissons, plantes des marais).

### Œuvres d'art contemporaines
Plusieurs œuvres accessibles publiquement sont à découvrir sur le territoire de la commune. Il s'agit en général d'artistes de la région.
- Une plastique en forme d'horloge se trouve dans le bâtiment communal. Elle a été créée par l'artiste singinois Manfred Peissard.
- Devant la halle de sport Leimacher une plastique moderne en fer a été formée par le sculpteur Emile Angéloz de Fribourg.
- Des vitraux et une horloge solaire sont l'œuvre du peintre et sculpteur Marcel Hayoz de Düdingen.
- Le sculpteur américain Richard Serra a allongé par sa sculpture Maillart Bridge extended le viaduc de Grandfey.

### Fêtes et coutumes
Quelques vieilles traditions ont su se maintenir à Guin. La plupart de ces coutumes sont d'origine religieuse.
- Fête-Dieu : la traditionnelle procession de la Fête-Dieu est composée de divers groupes en costumes folkloriques richement colorés ou habillés avec des uniformes anciens.
- Saint-Nicolas : saint Nicolas est fêté au début décembre. Saint Nicolas rend visite aux familles et il est également possible de lui rendre visite en forêt.
- Bénédictions : deux bénédictions se sont maintenues : la bénédiction de saint Blaise le 3 février et la bénédiction de sainte Agathe le 5 février.
- Le Chant de mai : le premier mai, les enfants s'en vont de porte en porte, chanter le renouveau printanier. Ils reçoivent des friandises et des pièces d'argent en récompense.
- Marché de la Saint-Martin : chaque année, le second samedi du mois de novembre, a lieu le marché de Saint-Martin. C'est en même temps la bénichon de Düdingen. Le menu de bénichon est servi au repas de midi.

## Hameaux et lieux-dits

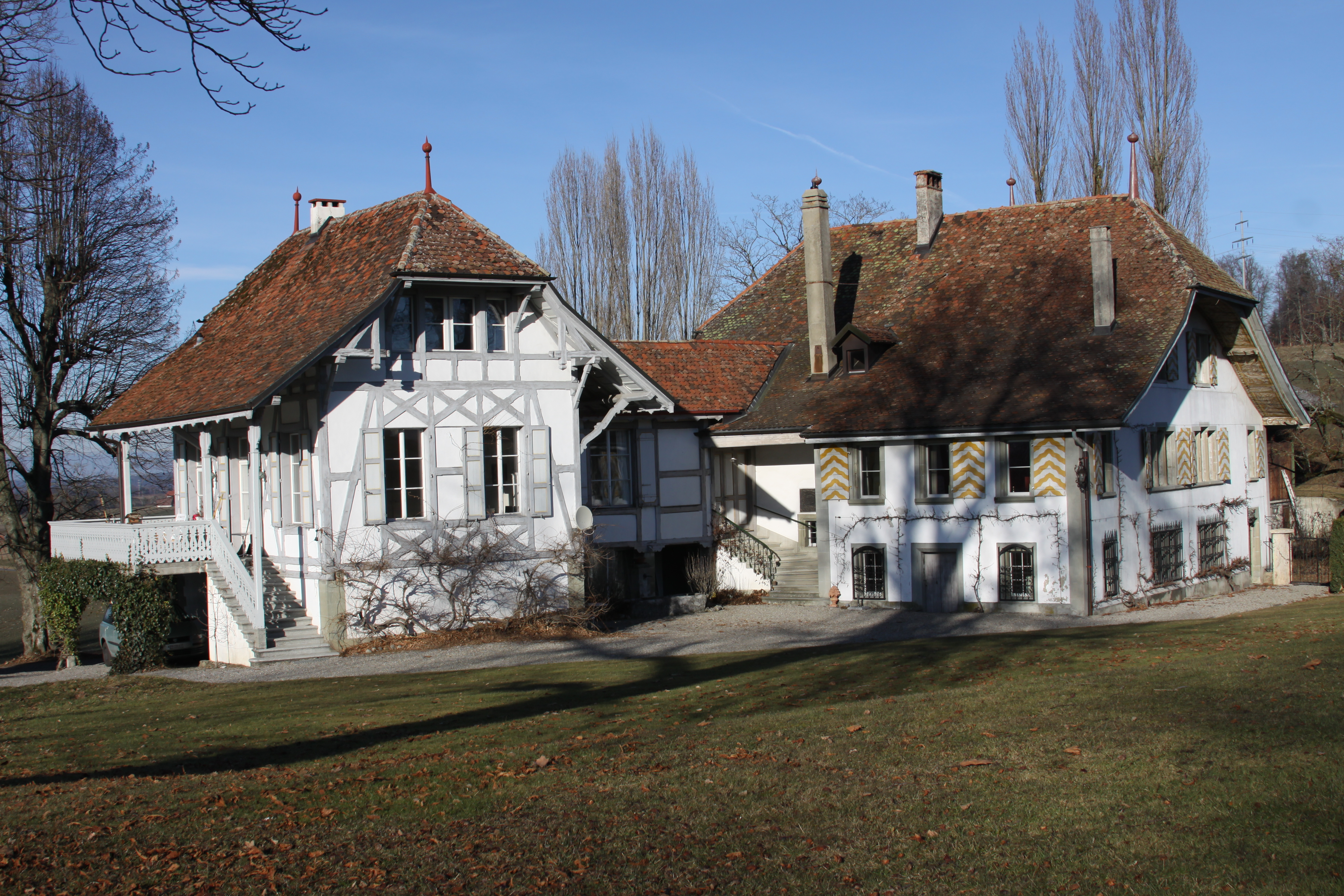
Manoir de Balliswil

- Angstorf : Le hameau d'Angstorf se trouve sur l'ancienne route cantonale de Guin à Tavel. L'endroit, documenté une première fois sous le nom d'Anstorf en 1379, est un habitat alémanique. Une maison patricienne, une maison avec toit en croupe de 1741 ainsi qu'un grenier très bien conservé de 1652 caractérisent ce petit hameau.
- Balbertswil : Le hameau est mentionné la première fois en 1323 sous le nom de Balwartswile. Dignes d'intérêt sont un manoir du XVIIe siècle et un grenier du XVIe siècle.
- Balliswil : En 1388 sous le nom de Baliswile, le hameau est cité une première fois. Un manoir du XVIIe siècle, une chapelle de la Vierge et plusieurs autres bâtiments composent ce hameau. De 1860 à 1862, Balliswil avait une gare. Le 28 juin 1860, la ligne de chemin de fer Bern - Balliswil fut inaugurée. Jusqu'à la finition du viaduc de Grandfey en août 1862, les voyageurs devaient gagner la ville de Fribourg à pied ou en voiture en passant par Chastels.
- Bruch (Vorder, Hinter) : Hinter Bruch est un hameau patricien avec chapelle. Le manoir fut construit sans doute au début du XIXe siècle en forme de cube avec un toit en croupe. La chapelle dédiée à saint Jost est nommée à partir de 1519.

Une petite maison de campagne construite en gentilhommière au XVIIIe siècle caractérise le hameau Vorder Bruch.
- Bundtels : La physionomie de Bundtels est remarquable et caractérise ce petit village étroit et fermé. En 1172 Pontels est nommé une première fois. La chapelle Sainte-Catherine est néogothique et a été construite en 1862. Néanmoins une plus ancienne chapelle était déjà connue au XIIe siècle. Un grenier de 1597 est un des plus anciens de la commune. Jusqu'au milieu du XVe siècle, Bundtels comptait plus d'habitants que le village de Guin.
- Chastels : Hameau qui se trouve au carrefour des routes Fribourg - Berne et Guin/Balliswil. Il est connu depuis 1388. Le nom de Chastels est dérivé du latin Castellum. Une légende connue sous le nom de Damescheli rappelle l'existence d'un château pratiquement disparu (voir Autres Curiosités).
- Galmis : Un des hameaux les plus intacts de la région Galmis est connu depuis 1388. Remarquable dans sa topologie est le fait que les fermes sont alignées d'un côté de la route et les greniers correspondants de l'autre côté. Il a été classé dans l'inventaire suisse des biens culturels d'importance nationale.
- Heitiwil : Ce village est très allongé et le château Heitiwil construit en fin du XVIIIe siècle en fait partie. Ce hameau est documenté depuis 1329 sous le nom de Heytenwile.
- Jetschwil : Ce petit village resté intact est classé dans l'inventaire suisse des biens culturels d'importance nationale. En 1243 l'endroit est mentionné sous le nom de Uchenwile. Des nominations ultérieures sont Ochinwile et Uetschenwyl. Le château a été construit en 1765 par la famille patricienne de Boccard. Plusieurs fermes et greniers du XVIIIe siècle font également partie du hameau.

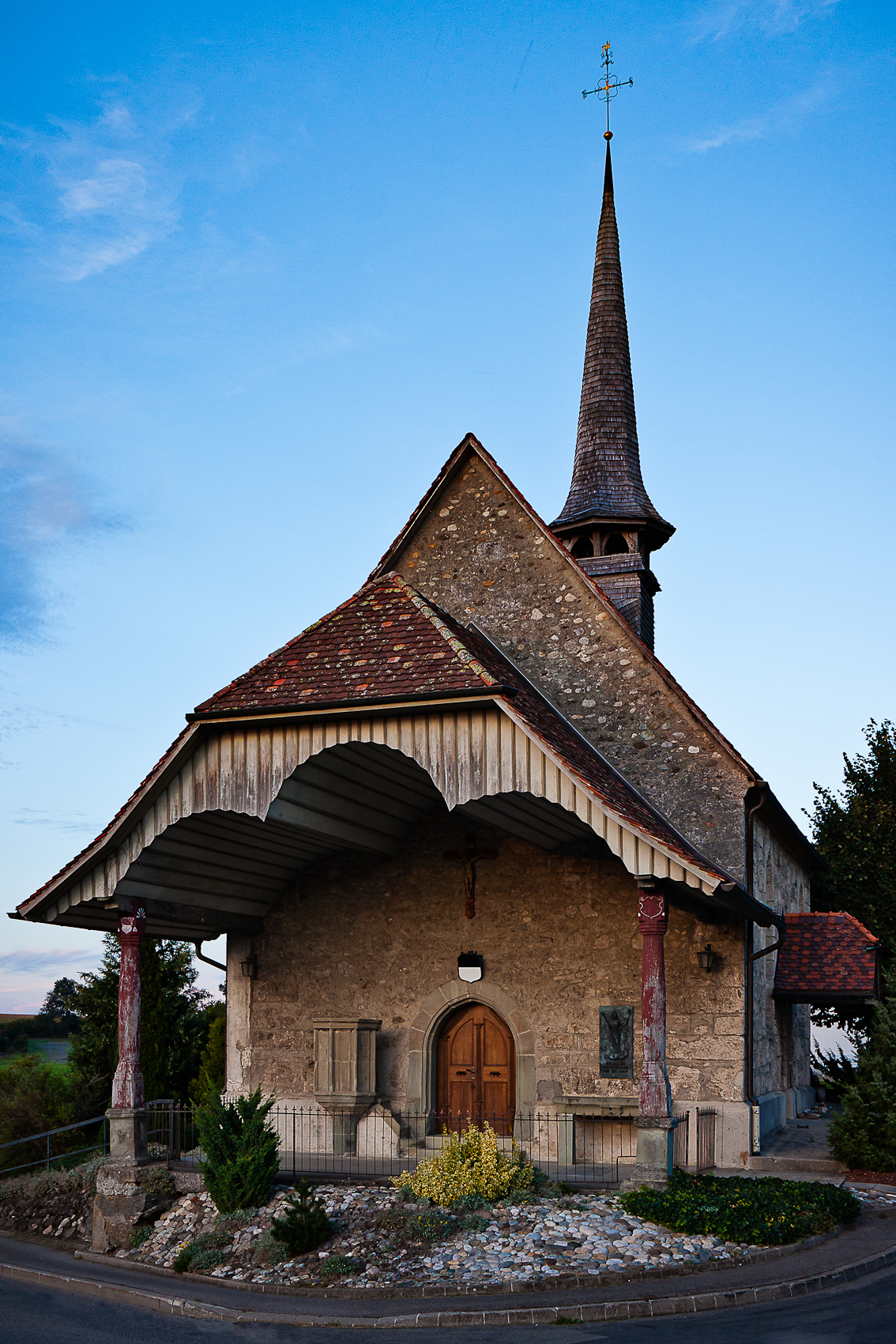
Chapelle de pèlerinage de Saint-Loup.

- Ottisberg : En 1306 sous le nom d'Othersperch ce hameau est nommé une première fois. On y trouve une maison de campagne, une chapelle et plusieurs fermes. La maison de campagne date de 1841 et a tenu lieu de maison de retraite de 1921 à 1964.
- St. Wolfgang (Saint-Loup)[9] : autrefois également appelé Zur schönen Buche (en français Au beau hêtre, au beau foyard) St. Wolfgang est un lieu de pèlerinage sur la route de Guin-Fribourg avec une liaison à Jetschwil. Jadis la chapelle du même nom était connue et beaucoup visitée. Une rénovation complète a eu lieu en 1983/84.
- Übewil : Ce hameau à la frontière de la ville de Fribourg a été mentionné une première fois en 1299 sous le nom allemand Ybenwile et en 1300 sous le nom français Villars-les-Joncs. Des fermes, une chapelle, ainsi qu'un château le composent. Le château datant de 1765 est une maison campagnarde typique avec un toit de Mansart.
- Autres hameaux et lieux-dits : Alberwil, Bäriswil, Birch, Brugera, Briegli, Boccarda, Bonn, Chastelsberg, Felliwil, Garmiswil (mentionné en 1301 sous le nom de Garmanswile), Guggerhorn, Heitera, Hinterbürg, Horia, Lamprat, Lengmatt, Luggiwil (nommé en 1379 sous le nom Luckenwile), Lustorf, Mariahilf (lieu de pèlerinage), Meierisli, Menziswil (nommé une première fois Menziswile en 1293. La chapelle de la Sainte-Vierge Marie se trouve sur les terres de la commune de Guin, mais appartient à la paroisse de Tavel), Räsch, Rippa, Rüti, Staad, Steinler, Strittacker, Stockera, Schlattli, Schiffenen (documenté en 1263 sous le nom de Shivuennon.

Le nom du lac artificiel dans la région a été donné par ce hameau), Schüracker, Waldegg, Warpel, Wilera, Wittenbach, Zelg, Zelgli.

## Sports

### Football
Le club de football SC Düdingen, fondé en 1924, est un des plus grands clubs du canton de Fribourg avec une vingtaine d'équipes et 550 membres actifs. Les terrains de football sont disponibles à divers endroits de la commune : Birchhölzli, Leimacher, etc.

### Hockey sur glace, curling
La Regional Eisbahn Sense-See (Leimacker) permet aux hockeyeurs sur glace de s'entraîner. Le club HC Düdingen Bulls, fondé en 1966, joue en Swiss Regio League. L'équipe Singinioise a également été championne de 1ère ligue (ancienne 3e division suisse)[Quand ?]. L'unique club de curling du canton Fribourg - Düdingen, fondé en 1982, s'y entraîne également. La patinoire est aussi disponible pour les écoles. Les fins de semaine la patinoire est intensément utilisée et peut également servir de salle polyvalente.

### Autres sports
Une piste finlandaise et un Parcours Vita dans la forêt de la Brugera sont abondamment utilisés.

## Héraldique
La tête de bœuf et les fleurs qui ont été choisies comme blason proviennent d'une légende. Dans cette légende, un bœuf sauve les reliques religieuses des habitants de Guin. Ils attachèrent les reliques sur les cornes et cachèrent le bœuf de la vue des troupes ennemies. Le bœuf fut retrouvé dans une prairie (la raison des trois fleurs du blason). Cependant ce n'est qu'une des théories concernant la provenance du blason.

## Personnalités liées à la commune
- Alfons Aeby (1885 à 1941) : enseignant au séminaire et écrivain. Il écrivit des récits, des romans, des pièces de théâtre, des livres pour l'enseignement ainsi que des études de l'histoire des arts. La Alfons-Aeby-Strasse est la seule rue au nom d'une personnalité dans le village.[réf. nécessaire]
- Alfons Roggo (1898-1980)[10] : première personnalité singinoise à devenir membre du Conseil des États, en 1960.